# 马克里努斯

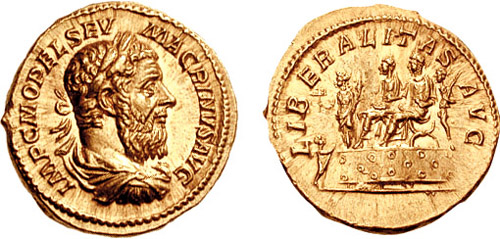
刻有馬克里努斯皇帝側面像的帝國金幣

馬爾庫斯·歐佩里烏斯·馬克里努斯（拉丁語：Marcus Opellius Macrinus，約165年—218年6月），羅馬帝國皇帝（217年－218年在位）。馬克里努斯是羅馬帝國第一個北非努米底亞行省出身的皇帝，但第一位非洲皇帝為塞提米烏斯·塞維魯斯；他的父親是毛里塔尼亚凯撒利恩西斯行省的解放奴隸，沒有顯赫的家世。
馬克里努斯在卡拉卡拉進行波斯戰役之前，卡拉卡拉被衛士茹利烏斯·馬爾提亞利斯（Julius Martialis）暗殺，而他受到軍團擁立為帝。他在和波斯簽訂了退出美索不達米亞地區的和約，但此時駐在敘利亞的軍團，擁立具有塞維魯王朝血緣的少年埃拉伽巴路斯為帝。馬克里努斯在安提阿外與埃拉伽巴路斯的軍隊對抗，但他底下的士兵卻紛紛投靠對方。馬克里努斯打算逃回首都，卻在小亞細亞的比提尼亞被士兵認出殺死，其子迪亞杜門尼安也一同遇害。他的在位僅僅只有一年。